# وسط موراشج وسكوج

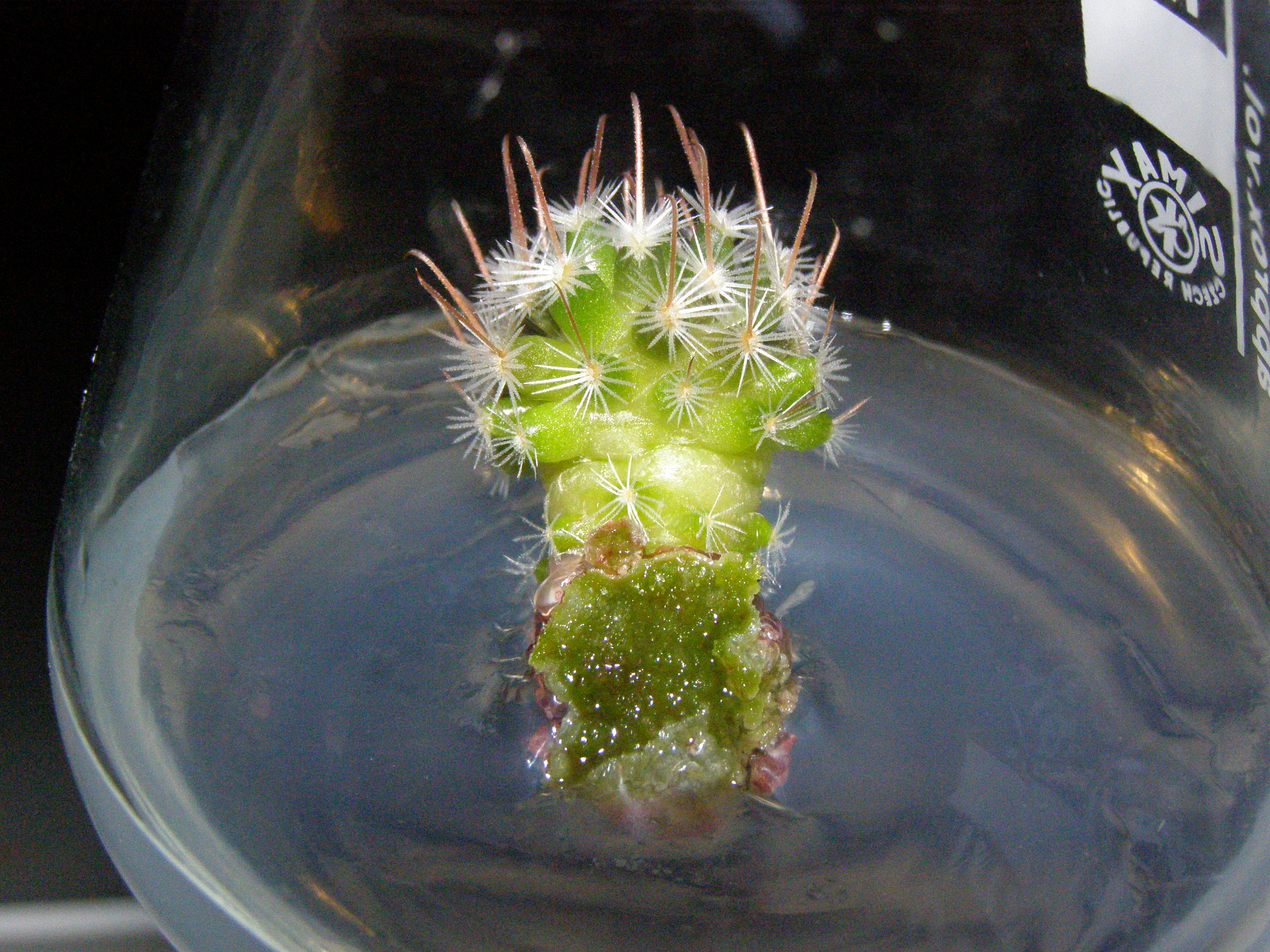

وسط موراشج وسكوج أو (إم إس أو أو  إم إس 0 (إم إس-صفر)) هو عبارة عن وسط نمو نباتي يستخدم في المختبرات لتنمية زراعة الخلايا النباتية. وقد اخترع عالما النبات تاشيو موراشج وفولك كي سكوج هذا الوسط عام 1962 أثناء بحث موراشج عن هرمون نباتي جديد. ويعتبر هذا الوسط هو الأكثر استخدامًا في التجارب المعملية لزراعة الأنسجة النباتية.
عقد موراشج عزمه على أن يكتشف هرمون نمو لم يتم اكتشافه بعد وكان يعتقد أنه موجود في عصير التبغ، وهذا أيضًا كان حال طالب الدكتوراه سكوج. ولكن لم يكتشفوا أي عنصر من هذا النوع، وبدلاً من ذلك كشف تحليل التبغ وعصارة التبغ أنها تحتوي على تركيزات من معادن محددة في أنسجة النباتات وبدرجة أعلى مما كان معروفًا من قبل. وأظهرت سلسلة من التجارب أن تنوع محتويات هذه العناصر الغذائية عملت على تنمية النبات بشكل أكبر من التركيبات الموجودة. وتقرر أن النيتروجين بشكل خاص يعمل على تنمية نمو التبغ في زراعة الخلايا.

## المكونات

### أملاح رئيسية (مغذيات كبرى)
- نترات الأمونيوم (NH4NO3) 1,650 ملجم/لتر
- كلوريد الكالسيوم (CaCl2 • 2H2O) 440 ملجم/لتر
- الملح الإنكليزي (MgSO4 • 7H2O) 370 ملجم/لتر
- فوسفات البوتاسيوم (KH2PO4) 170 ملجم/لتر
- نترات البوتاسيوم (KNO3) 1,900 ملجم/لتر

### الأملاح الثانوية (المغذيات الدقيقة)
- حمض البوريك (H3BO3) 6.2 ملجم/لتر
- كلوريد الكوبالت الثنائي (CoCl2 · 6H2O) 0.025 ملجم/لتر
- كبريتات النحاس الثنائي (CuSO4 · 5H2O) 0.025 ملجم/لتر
- كبريتات الحديد الثنائي (FeSO4 · 7H2O) 27.8 ملجم/لتر
- كبريتات المغنيسيوم (MnSO4 · 4H2O) 22.3 ملجم/لتر
- يوديد البوتاسيوم (KI) 0.83 ملجم/لتر
- موليبدات الصوديوم (Na2MoO4 · 2H2O) 0.25 ملجم/لتر
- كبريتات الزنك (ZnSO4·7H2O) 8.6 ملجم/لتر
- ثنائي أمين الإيثيلين رباعي حمض الأسيتيك (FeNa2EDTA) 36.70 ملجم/لتر

### الفيتامينات والمواد العضوية
- أي-إينوسيتول 100 ملجم/لتر
- الحامض النيكوتيني 0.5 ملجم/لتر
- بروديكسين • حمض الهيدروكلوريك 0.5 ملجم/لتر
- الثيامين • حمض الهيدروكلوريك 0.1 ملجم/لتر
- IAA 1–30 ملجم/لتر
- كينيتين 0.04–10 ملجم/لتر
- غليسين (معادة بلورته) 2.0 ملجم/لتر
- ايدامين 1.0 جرام/لتر
- سكروز 30 جرامًا/لتر
- أغار 10 جرامات/لتر

ينبغي الحفاظ على درجة الحموضة المثلى 5.8.